# Vasbühl
Vasbühl ist ein Gemeindeteil des Marktes Werneck im unterfränkischen Landkreis Schweinfurt in Bayern.

## Geographie
Das Pfarrdorf liegt fünf Kilometer nordwestlich von Werneck auf einem Höhenrücken zwischen Schwebenried und Egenhausen. Im Ortsgebiet entspringt der Dorfgraben, ein Quellfluss der Wern.
Durch Vasbühl verläuft die Staatsstraße 2272. Im Osten führt die Bundesautobahn 7 am Ort vorbei, im Süden liegt die Bundesstraße 26a.

## Geschichte
1317 wurde Vasbühl (damals „Fastbuhel“) erstmals urkundlich erwähnt, jedoch weisen die Gräber- und Bodenfunde in der Vasbühler Gemarkung auf eine keltische Vergangenheit hin. Weitere historische Ortsnamen sind „Faßbuchel“ und „Fashbühel“. Übersetzt wird der Name des Dorfs mit
Niederlassung am festen Hügel.
Am 1. Juli 1972 wurde Vasbühl in die Gemeinde Werneck eingegliedert.

## Kultur

### Sport
Der organisierte Sport in Vasbühl findet im 1952 gegründeten SV Vasbühl statt. Neben Fußball werden Korbball, Tennis und Kinderturnen angeboten.
Der Spielbetrieb der 1. Mannschaft der Fußballabteilung des SV wurde 2009 wieder aufgenommen, seit der Saison 2013/14 hat sich Vasbühl in einer Spielgemeinschaft mit der DJK Brebersdorf zusammengeschlossen (SpVgg DJK/SV Brebersdorf/Vasbühl). Aktuell spielt die SpVgg in der Kreisklasse Schweinfurt 1.
Außerdem existiert eine Fahrradgruppe, die jährlich ein Fahrradrennen veranstaltet.

### Bauwerke
Sehenswert sind neben den zahlreichen Bildstöcken die katholische Kirche St. Jakobus und das ehemalige, 1677 erbaute Schloss.

### Vereine
- Freiwillige Feuerwehr
- Musik- und Gesangverein
- Jagdgenossenschaft
- Kindergartenverein St. Elisabeth
- Sportverein